# Postura do pescoço dos saurópodes

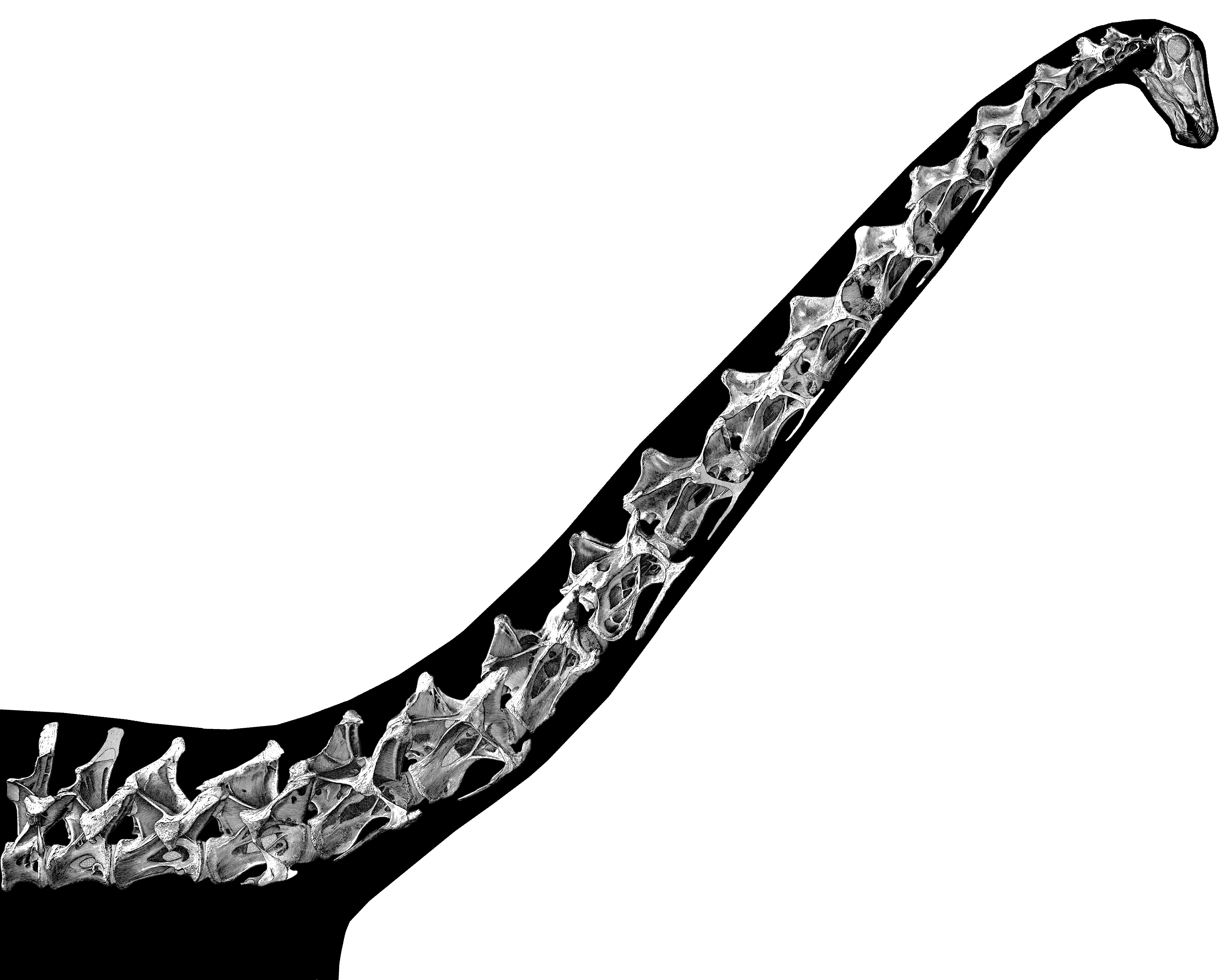
Diplodocus restaurado com uma postura ereta, com base na comparação com animais vivos, de Taylor et al., 2009

A postura do pescoço dos saurópodes é um assunto ocasionalmente debatido entre cientistas, com alguns favorecendo posturas mais próximas da horizontal, enquanto outros uma postura mais ereta. A pesquisa analisou várias vias de evidência e análise, incluindo: tentar reconstruir a postura neutra de seus pescoços e estimar a amplitude de movimento estudando os ossos; tentar reconstruir o metabolismo dos dinossauros saurópodes e os requisitos de energia para sustentar pescoços incrivelmente longos em várias posturas; e comparar a anatomia do pescoço do saurópode com a de animais vivos.

## Biomecânicas
A biomecânica dos esqueletos e pescoços dos saurópodes pode ajudar a determinar em que ângulo o pescoço foi posicionado.

### Flexibilidade
Em 2013, um estudo liderado por Matthew J. Cobley e publicado na PLOS ONE focou na flexibilidade dos pescoços de saurópodes. Eles compararam os pescoços de avestruzes com gêneros de saurópodes para descobrir o quão flexíveis os pescoços realmente eram. O estudo observou que estudos biomecânicos anteriores descobriram que os pescoços foram posicionados entre os extremos de uma vertical e um pescoço inclinado para baixo. Em conclusão, o estudo considerou que a flexibilidade do pescoço do saurópode não deve ser baseada apenas na osteologia e, se for, os resultados devem ser usados com cautela. Embora haja uma falta de tecido muscular preservado que determinaria a flexibilidade, os pescoços dos saurópodes eram provavelmente menos flexíveis do que se pensava anteriormente.
Em 2014, Mike P. Taylor analisou a flexibilidade nos pescoços dos gêneros Apatosaurus e Diplodocus. Ele considerou que Cobley et al. estavam incorretos no fato de que as vértebras implicam que o pescoço é menos flexível do que na realidade. Cobley et al. consideraram que os pescoços eram muito menos flexíveis do que na realidade quando a cartilagem foi adicionada. Foi descoberto que a cartilagem entre as articulações teria permitido que o pescoço flexionasse muito além de 90.°. No entanto, Taylor observou que, embora o pescoço pudesse flexionar acima da vertical, a postura osteológica neutra teria sido em torno da horizontal, com a postura habitual tendo a cabeça erguida em uma postura de alerta.

### Musculatura
Os pescoços dos saurópodes eram provavelmente muito musculosos para se adequarem ao seu nível de alimentação. O Brachiosaurus brancai (agora Giraffatitan), por exemplo, provavelmente alimentava do alto das árvores, então ele teria sido mais musculoso ao longo do pescoço do que outros saurópodes como Diplodocus e Dicraeosaurus interpretados como animais que se alimentavam de vegetação mais baixa. O comprimento da cauda e dos membros do B. brancai também precisaria ser maior, para equilibrar o pescoço inclinado.  No entanto, a questão de se os saurópodes eram endotérmicos ou ectotérmicos desempenha um papel importante em como os saurópodes eram musculosos, já que os endotérmicos têm particularmente mais intestinos e estômago do que os ectotérmicos. A quantidade de intestino necessária pode determinar quanta comida foi ingerida pelos saurópodes e, portanto, em que elevação suas cabeças foram mantidas.

### Coração e estresse metabólico
A postura ereta dos pescoços dos saurópodes é vista por alguns como exigindo pressão arterial e força cardíaca implausivelmente altas. Um estudo de 2000 conduzido por Roger Seymour e Harvey Lillywhite considerou que a pressão arterial necessária para atingir a cabeça com um pescoço ereto seria de 700 milímetros de mercúrio (28 inHg), interpretado como fatal para um endotérmico, ou altamente perigoso para um ectotérmico, mesmo com musculatura cardíaca adequada. Um estudo posterior de Seymour concluiu que seria necessária metade da ingestão de energia do animal para bombear o sangue para a cabeça. Isso desfavoreceria os saurópodes sendo navegadores altos e, em vez disso, tendo pescoços mais baixos durante a alimentação do que comumente retratado.
O trabalho acima descarta sumariamente a hipótese de corações secundários no pescoço como evolutivamente implausível, assumindo que as válvulas arteriais não poderiam ter nenhuma função sem musculatura associada.

## Hipóteses

Postura restaurada de Opisthocoelicaudia da descrição original (A),e por Schwartz et al. (B)

Algumas hipóteses foram geradas para resolver a disputa sobre como os saurópodes seguravam seus pescoços.

### Posição horizontal
Kent Stevens e Michael Parrish foram os dois principais defensores de uma postura horizontal do pescoço. Em 1999, eles estudaram os gêneros Apatosaurus e Diplodocus, descobrindo que a pose habitual dos gêneros era ligeiramente declinada. Eles alegaram que ambos os saurópodes tinham pescoços muito menos flexíveis do que se pensava anteriormente, com as vértebras cervicais do Diplodocus sendo mais inflexíveis do que as do Apatosaurus. Essas duas poses sugeririam que os saurópodes eram alimentadores de vegetação média ou rasteira, como arbustos pequenas árvores, em vez de pastar na flora mais alta. Mais tarde, em 2005, Stevens e Parrish estudaram a biomecânica dos pescoços dos saurópodes em uma variedade maior de saurópodes, do Jurássico: Apatosaurus, Diplodocus, Camarasaurus, Brachiosaurus, Dicraeosaurus, Cetiosaurus e Euhelopus. Todos foram declarados como tendo um pescoço horizontal ou mesmo declinante.
No entanto, em 2009, várias falhas foram encontradas com esse argumento. Michael P. Taylor et al. compararam a postura do pescoço de saurópodes com a de répteis e outros tetrápodes existentes, descobrindo que as poses habituais desses animais eram totalmente diferentes das suposições de Stevens e Parrish. Os erros destes últimos vêm principalmente de seus preconceitos sobre a pose habitual dos animais na vida, que eles simplesmente presumiram que corresponderia naturalmente à Pose Neutra Osteológica (ou ONP). Taylor et al. consideram que a ONP não é a pose habitual real de qualquer animal examinado, mas um ponto médio escolhido arbitrariamente entre os dois extremos estruturais da colocação óssea.

### Posição inclinada

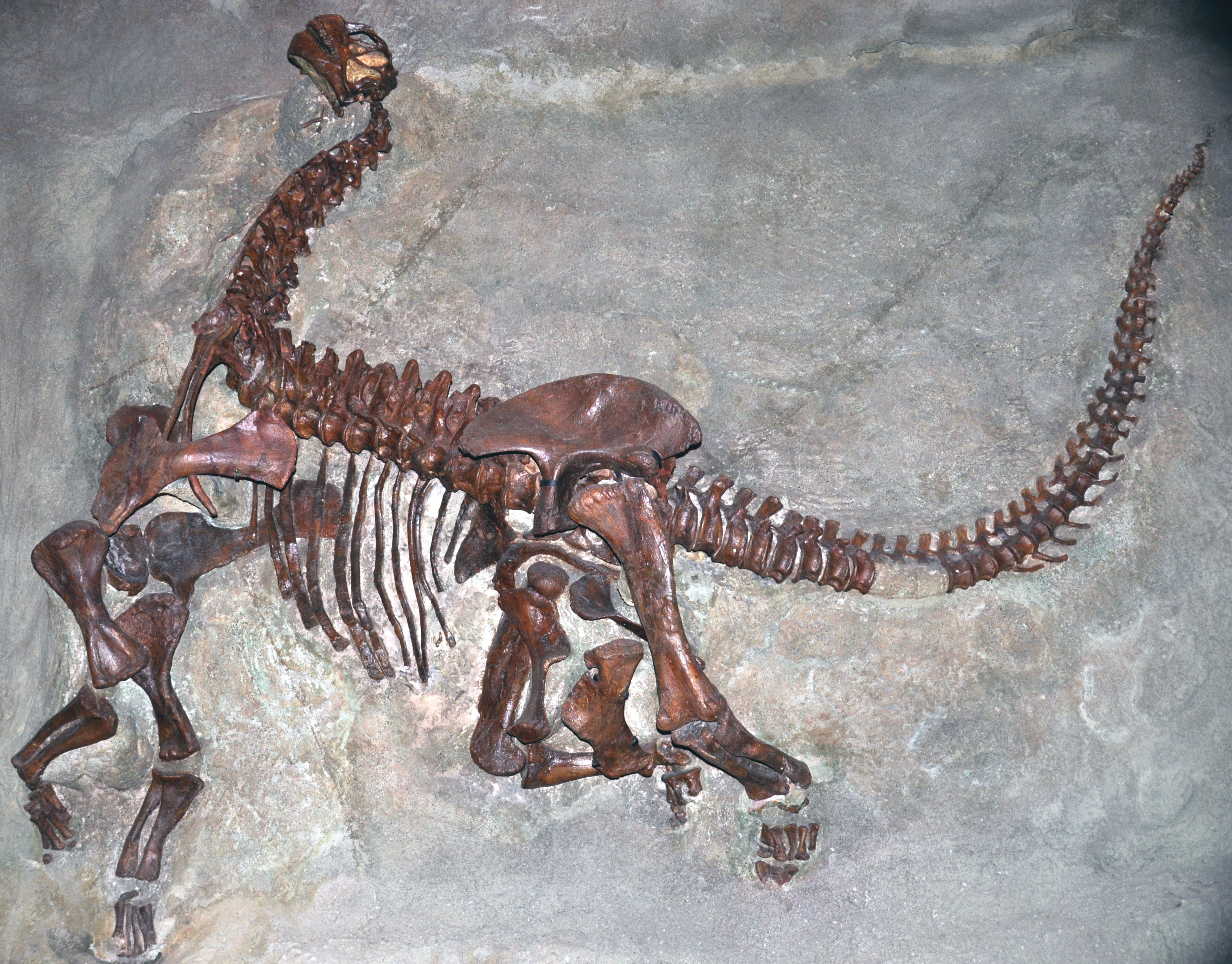
Esqueleto de um Camarasaurus juvenil de Gilmore cuja pose foi criticada no estudo de Schwartz et al.

Outra hipótese mais amplamente apoiada sobre a postura do pescoço dos saurópodes é que os pescoços eram mantidos inclinados, mas não tão eretos como comumente mostrado. Daniela Schwartz et al. em 2006 publicaram um estudo da escápula e coracoides, às vezes fundidos em escapulocoracóides, de gêneros de saurópodes. Anteriormente, pensava-se que as cinturas dos ombros dos saurópodes eram posicionadas horizontalmente ao longo do tronco, mas Schwartz et al. descobriram que as cinturas não deveriam ter sido posicionadas horizontalmente e, em vez disso, teriam sido anguladas em uma média de 55.° a 65.°. O estudo reconstruiu os esqueletos de Diplodocus, Camarasaurus e o titanossauro Opisthocoelicaudia, todos conhecidos a partir de uma cintura escapular completa, com a orientação correta dos escapulocoracóides. Para Diplodocus, uma escápula de 60.° significaria que o pescoço era mais ou menos horizontal, não muito diferente da pose horizontal. Um Camarasaurus juvenil encontrado por Charles W. Gilmore foi originalmente descrito como tendo o escapulocoracóide "exatamente no lugar certo", mas com ele orientado em um ângulo de 45.°, Schwartz et al. criticaram a postura. O esqueleto encontrado por Schwartz et al. com o ângulo do escapulocoracóide é semelhante à reconstrução anterior do gênero por Osborn e Mook, e Jensen. Opisthocoelicaudia foi encontrado com duas poses possíveis, ambas com o escapulocoracóide angulado em cerca de 60.°. Nenhuma reconstrução anterior, ao contrário do Camarasaurus, restaurou Opisthocoelicaudia de forma semelhante.

### Postura ereta para alguns saurópodes

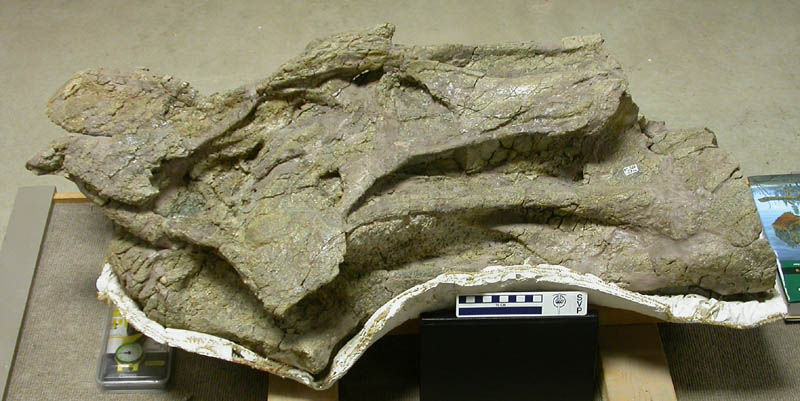
Vértebra cervical de Brachiosaurus

Apesar do ceticismo, Euhelopus e Brachiosaurus foram encontrados em evidências anatômicas por terem mantido seus pescoços em um ângulo vertical, o que foi tratado como impossível para saurópodes. Estudos concluíram que a pressão sanguínea e a energia gastas mantendo os pescoços eretos teriam sido muito grandes para sobreviver; ainda assim, Euhelopus e Brachiosaurus, pelo menos, o fizeram de qualquer maneira. A energia gasta bombeando sangue para a cabeça é interpretada como muito grande para a maioria dos saurópodes, mas quando eles viajam com frequência, o que foi sugerido para esses dois gêneros, isso teria realmente economizado energia. A evidência biomecânica favorece um pescoço ereto ao viajar para espalhar recursos. O estudo que encontrou essa conclusão também testou quanta energia teria sido gasta ao caminhar 100 metros e ficar em pé, ambos com o pescoço ereto. A conclusão aproximada foi que uma quantidade aproximadamente igual de energia teria sido usada. Costelas cervicais alongadas são evidências esqueléticas de um núcleo forte para sustentar o pescoço e limitar seu movimento ao caminhar. O estudo apoia a ideia de que, durante períodos de seca e fome, um pescoço ereto era crucial para a sobrevivência desses saurópodes..